# Giulia Tonelli
Giulia Tonelli (Saint-Julien-en-Genevois, 3 agosto 1983) è una ballerina italiana. È la prima ballerina del Balletto di Zurigo, compagnia stabile dell'Opera di Zurigo, in Svizzera.

## Biografia
Nata a St. Julien en Genevois (Francia), ha vissuto l’infanzia a Pisa dove ha frequentato le scuole di danza di Joana Butnariu e Marina van Hoecke, sorella del ballerino e coreografo Micha van Hoecke. L'educazione professionale è cominciata con la scuola del Balletto di Toscana ed è proseguita all'Accademia di Balletto della Wiener Staatsoper sotto la guida di Bella Račinskaja.
Dopo il diploma accademico, ha ottenuto il suo primo ingaggio nel 2001, al Balletto dell'Opera di Stato di Vienna. L’anno seguente è stata assunta dal Balletto Reale delle Fiandre dove è promossa Demi-solista. Ad Anversa ha danzato in ruoli solisti in molte opere importanti fra cui Apollon Musagète di Balanchine, In the Middle Somewhat Elevated di Forsythe, Sleeping Beauty nella versione di Marcia Haydée, Duo aus 27' 52" di Kylián e il ruolo titolare in Giselle di Petipa.
Nel 2010 è entrata come solista al Balletto di Zurigo dove ha interpretato ruoli principali in nuove creazioni di Spoerli, Goecke, McGregor, Lee, Forsythe, Kylián e nel Lago dei Cigni di Alexei Ratmansky. Ha danzato i ruoli da protagonista di Giulietta e Lena nelle opere di Christian Spuck Romeo und Julia e Leonce und Lena e Betsy in Anna Karenina. È stata ancora chiamata a ruoli principali in Quintett di William Forsythe, in Messa da Requiem di Christian Spuck, in Emergence di Crystal Pite e Faust - Das Ballett di Edward Clug. Al Balletto di Zurigo è stata promossa Prima Solista per poi diventare Principale nel 2018. Per il ruolo di Gretchen, la protagonista di Faust, Dance Europe la premia per la migliore performance del 2018 in un ruolo femminile.
È stata invitata come ospite d'onore a numerosi Gala Internazionali della Danza, quali il Bilbao Gala d'Etoiles 2009, il Praga International Ballet Gala del 2014 e del 2015, il Gala Internazionale di Danza della Croce Rossa Udine nel 2013 e nel 2015. Nel 2010 la TV svizzera l'ha scelta come protagonista di una campagna per la sicurezza stradale. Nel 2016 la SRF le ha dedicato un breve documentario dal titolo A day in the life of a prima ballerina. Nel 2021 viene intervistata per presentare l'anteprima diWinterreise, il balletto con cui Christian Spuck ha vinto il Prix Benois de la Danse e che viene riproposto sulla TV Arte.

### Vita privata
Giulia Tonelli è sposata dal 2014 con Bernhard Auchmann. La gravidanza che ha portato alla nascita di Jacopo nel dicembre 2018, è stata oggetto di un reportage sull'esperienza di prime ballerine che hanno avuto figli negli anni più intensi della loro carriera, pubblicato dalla rivista Danza&Danza.

## Riconoscimenti
- 2003 – Medaglia d’oro e primo premio assoluto al Concorso Internazionale di Danza “ Eurocity” di Castiglioncello (LI)
- 2013 – Premio internazionale di Danza Giuliana Penzi[14]
- 2017 – Tanzpreis der Freunde des Balletts Zürich
- 2018 – Outstanding performance by a female dancer of the year 2018 per il ruolo di Gretchen nel balletto 'Faust' di E. Clug, Dance Europe